# Kanan-sama wa akumade choroi
Kanan-sama wa akumade choroi (カナン様はあくまでチョロい?) è un manga scritto e disegnato da Nonco, serializzato sulla rivista Weekly Shōnen Jump della casa editrice Kōdansha da giugno 2022. Un adattamento anime prodotto dallo Studio Kai verrà trasmesso nel corso del 2026.

## Trama
Kanan Zebel, presidente del comitato della morale pubblica alla Tama Municipal Votive Academy e studentessa modello, è in realtà un demone giunto nel mondo umano per divorare le anime delle persone, in particolare quelle dei giovani. Un giorno Kanan convoca uno studente più giovane, Yōji Kyōgi, ma quest'ultimo si innamora di lei e, dopo molta persistenza, riesce a convincerla ad uscire insieme. Kanan, alle prime armi con le storie d'amore, rimane affascinata dal risoluto Yōji e si sente attratta da lui. Più avanti ai due si uniscono anche Ami, la cameriera di Kanan, e Jeanne, una goffa apostola di Dio proveniente dal regno celeste.

## Media

### Manga
Scritto e illustrato da Nonco, Kanan-sama wa akumade choroi viene serializzato settimanalmente sulla rivista Weekly Shōnen Magazine della Kōdansha dal 1° giugno 2022. I capitoli della serie vengono successivamente raccolti in volumi.
| 1 | 17 ottobre 2022    | ISBN 978-4-06-529360-7 |
| 1 | Capitoli - 1-14    |                        |
| 2 | 17 gennaio 2023    | ISBN 978-4-06-530348-1 |
| 2 | Capitoli - 15-28   |                        |
| 3 | 17 aprile 2023     | ISBN 978-4-06-531255-1 |
| 3 | Capitoli - 29-42   |                        |
| 4 | 17 agosto 2023     | ISBN 978-4-06-532611-4 |
| 4 | Capitoli - 43-56   |                        |
| 5 | 15 dicembre 2023   | ISBN 978-4-06-533901-5 |
| 5 | Capitoli - 57-70   |                        |
| 6 | 15 marzo 2024      | ISBN 978-4-06-534867-3 |
| 6 | Capitoli - 71-83   |                        |
| 7 | 17 luglio 2024     | ISBN 978-4-06-536133-7 |
| 7 | Capitoli - 84-96   |                        |
| 8 | 15 novembre 2024   | ISBN 978-4-06-537436-8 |
| 8 | Capitoli - 97-109  |                        |
| 9 | 16 aprile 2025     | ISBN 978-4-06-539091-7 |
| 9 | Capitoli - 110-122 |                        |

Capitoli non ancora raccolti in volume:
- 123-136

### Anime

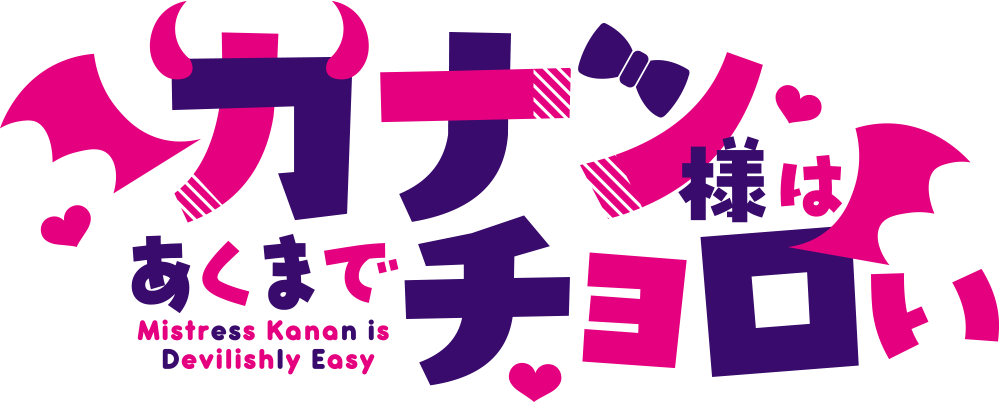
Logo della serie

Il 15 aprile 2025 è stato annunciato un adattamento televisivo anime. Sarà prodotto da Studio Kai e la sua anteprima è prevista per il 2026.

## Accoglienza
La serie è stata candidata per il nono Next Manga Award nel 2023 nella categoria cartacea, classificandosi diciassettesima su 41 titoli in lista.